# 무나카타 사이카쿠
무나카타 사이카쿠(宗像 才鶴)는 센고쿠 시대의 여성 무사이다. 그녀는 규슈섬 지쿠젠국의 무나카타 신사의 마지막 무나카타씨 대궁사인 무나카타 우지사다의 아내였다. 1586년 남편이 사망한 후, 그녀는 당시 일본의 가장 강력한 권력자였던 도요토미 히데요시에 의해 무나타카씨 당주로 임명되었다. 그녀는 규슈 전역에서 중요한 역할을 했고, 전투에서의 업적이 주목을 받았고, 여성 영주가 되었다.
일본의 삼영걸 중 한 명인 도요토미 히데요시는 무나카타 대사의 최고위직인 '대궁사'를 대대로 배출한 것으로 유명한 무나카타씨의 무나카타 사이카쿠에게 편지를 보냈다. 사이카쿠는 유네스코 세계문화유산에 등재된 무네카타 신사의 마지막 대궁사인 우지사다의 부인이었다.
히데요시가 보낸 편지는 그녀가 규슈 원정에서 시마즈씨와 싸운 것을 축하하는 내용이었다. 히데요시는 전투에서의 정복을 이유로 그녀를 무나카타씨의 당주로 임명했다.

## 히데요시의 편지
이 편지가 발견된 것은 2019년 9월 18일 일본 역사상 한 여성이 유력한 번주에 의해 당주로 임명되었다는 특이한 사실 때문에 많은 사람들의 관심을 끌었다. 히데요시의 '가오' 자필 서명이 들어간 '한모쓰' 공문과 붉은 도장이 찍힌 '슈인조' 편지 등 희귀한 두 통의 편지는 히고번의 지배가문인 호소카와씨를 섬기는 무나카타씨에서 대대로 이어져 전해진 것이다.
무나카타 우지사다는 히데요시가 규슈 지방을 정복하기 1년 전인 1586년에 급사했다. 히데요시는 무나카타씨가 규슈 남부에 있던 시마즈씨의 북상을 막은 것을 높이 평가했다. 그는 감사의 뜻으로 그해에 "한모쓰"를 반포하여 가문이 영지를 유지할 수 있도록 했다.
"슈인조"에 따르면, 히데요시는 무나카타씨에게 교토에 출병하기 전에 자신의 가신 아사노 나가마사와 상의하도록 지시하고 있다. 두 편지 모두 사이카쿠에게 보내는 것으로, 히데요시가 그녀를 무나카타씨의 당주으로 인정하고 있음을 보여준다. 다른 무사 가문에 전해지는 편지에는 사이카쿠가 무나카타씨의 여성 영주로 언급되어 있지만, 그녀의 생사에 대해서는 알려진 바가 거의 없다.